# Црна Клада
45°25′ пн. ш. 18°05′ сх. д. / 45.42° пн. ш. 18.08° сх. д.
Црна Клада (хорв. Crna Klada) — населений пункт у Хорватії, в Осієцько-Баранській жупанії у складі міста Нашиці.

## Населення
Населення за даними перепису 2011 року становило 0 осіб.
Динаміка чисельності населення поселення:

## Клімат
Середня річна температура становить 10,80 °C, середня максимальна – 25,10 °C, а середня мінімальна – -6,06 °C. Середня річна кількість опадів – 741 мм.
| Клімат поселення                              | Клімат поселення | Клімат поселення | Клімат поселення | Клімат поселення | Клімат поселення | Клімат поселення | Клімат поселення | Клімат поселення | Клімат поселення | Клімат поселення | Клімат поселення | Клімат поселення | Клімат поселення |
| Показник                                      | Січ.             | Лют.             | Бер.             | Квіт.            | Трав.            | Черв.            | Лип.             | Серп.            | Вер.             | Жовт.            | Лист.            | Груд.            |                  |
| Середній максимум, °C                         | 6,37             | 8,25             | 12,67            | 17,11            | 22,07            | 25,10            | 24,76            | 24,34            | 20,26            | 15,00            | 9,18             | 5,26             |                  |
| Середня температура, °C                       | 0,15             | 2,03             | 6,46             | 10,90            | 15,85            | 18,88            | 20,86            | 20,42            | 16,34            | 11,09            | 5,26             | 1,33             |                  |
| Середній мінімум, °C                          | −6,06            | −4,19            | 0,25             | 4,68             | 9,64             | 12,67            | 16,94            | 16,51            | 12,44            | 7,18             | 1,36             | −2,57            |                  |
| Норма опадів, мм                              | 46               | 45               | 45               | 57               | 69               | 95               | 66               | 64               | 55               | 65               | 74               | 60               |                  |
| Середньомісячна швидкість вітру, м/с          | 2.13             | 2.40             | 2.68             | 2.59             | 2.30             | 2.10             | 2.08             | 1.90             | 1.91             | 2.00             | 2.12             | 2.20             |                  |
| Середньомісячна сонячна радіація, кДж/м²·день | 4248             | 6942             | 10827            | 15250            | 19197            | 21226            | 22229            | 20271            | 14881            | 9261             | 4854             | 3605             |                  |
| --------------------------------------------- | ---------------- | ---------------- | ---------------- | ---------------- | ---------------- | ---------------- | ---------------- | ---------------- | ---------------- | ---------------- | ---------------- | ---------------- | ---------------- |
| Джерело:                                      |                  |                  |                  |                  |                  |                  |                  |                  |                  |                  |                  |                  |                  |